# Heiligstes Herz Jesu

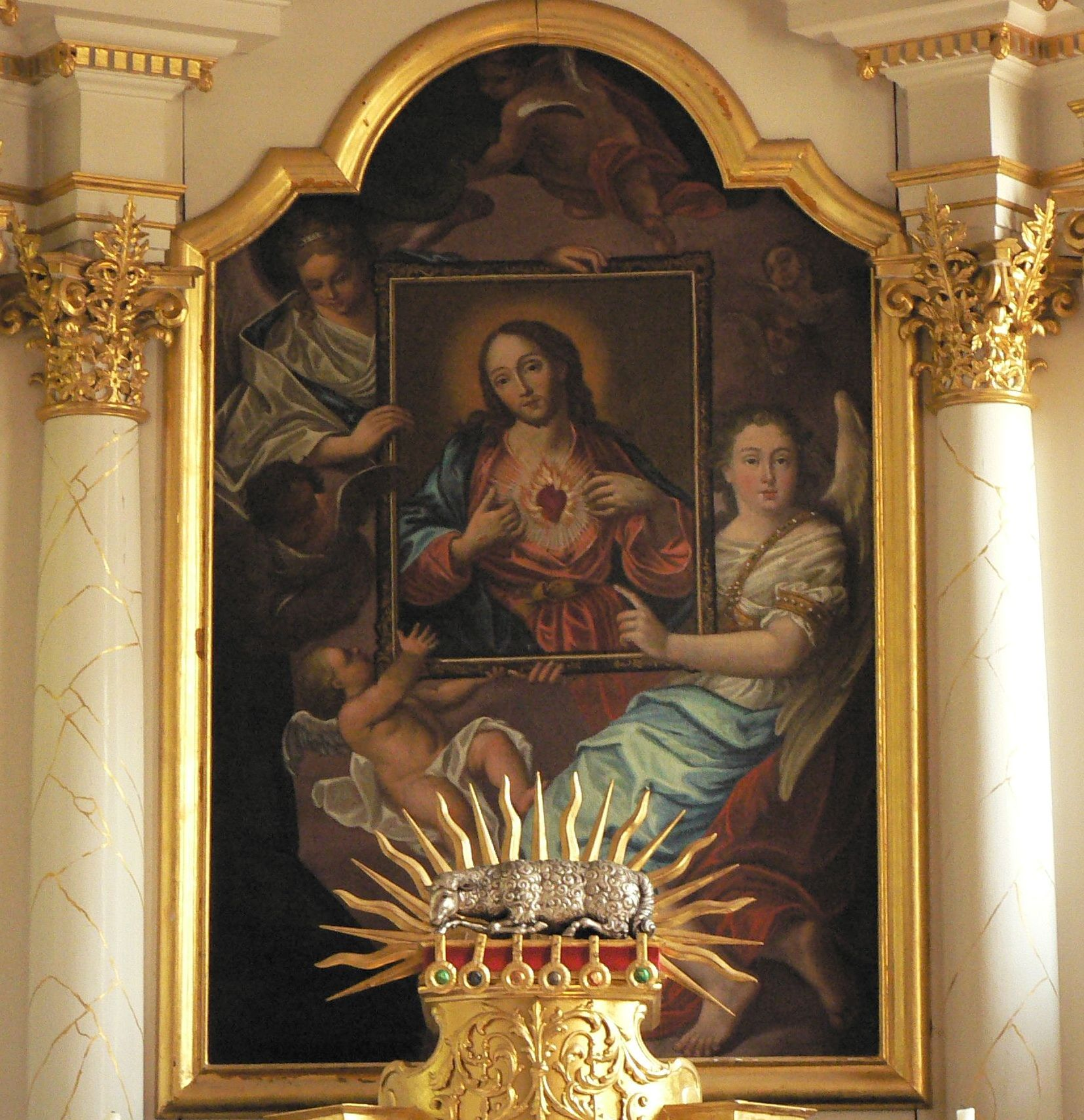
Altarbild in der Herz-Jesu-Wallfahrtskirche in Velburg (Oberpfalz): Jesus zeigt sein brennendes Herz

Die Verehrung des Heiligsten Herzens Jesu ist eine Ausdrucksform der römisch-katholischen Spiritualität. Dabei wird Jesus Christus unter dem Gesichtspunkt seiner durch sein Herz symbolisierten Liebe verehrt. Der dazugehörige Grundtext aus dem Evangelium ist Joh 19,34  bzw. Joh 7,37 f. : das durchbohrte Herz des Gekreuzigten als Quelle der Sakramente der Kirche. In der Präfation der Votivmesse vom Heiligsten Herzen Jesu heißt es: 

„Aus seiner geöffneten Seite strömen Blut und Wasser, aus seinem durchbohrten Herzen entspringen die Sakramente der Kirche. Das Herz des Erlösers steht offen für alle, damit sie freudig schöpfen aus den Quellen des Heiles.“

## Entstehung und Ausformungen der Herz-Jesu-Verehrung

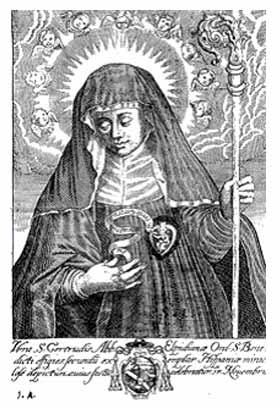
Die hl. Gertrud von Helfta mit einer Darstellung des Herzens Jesu

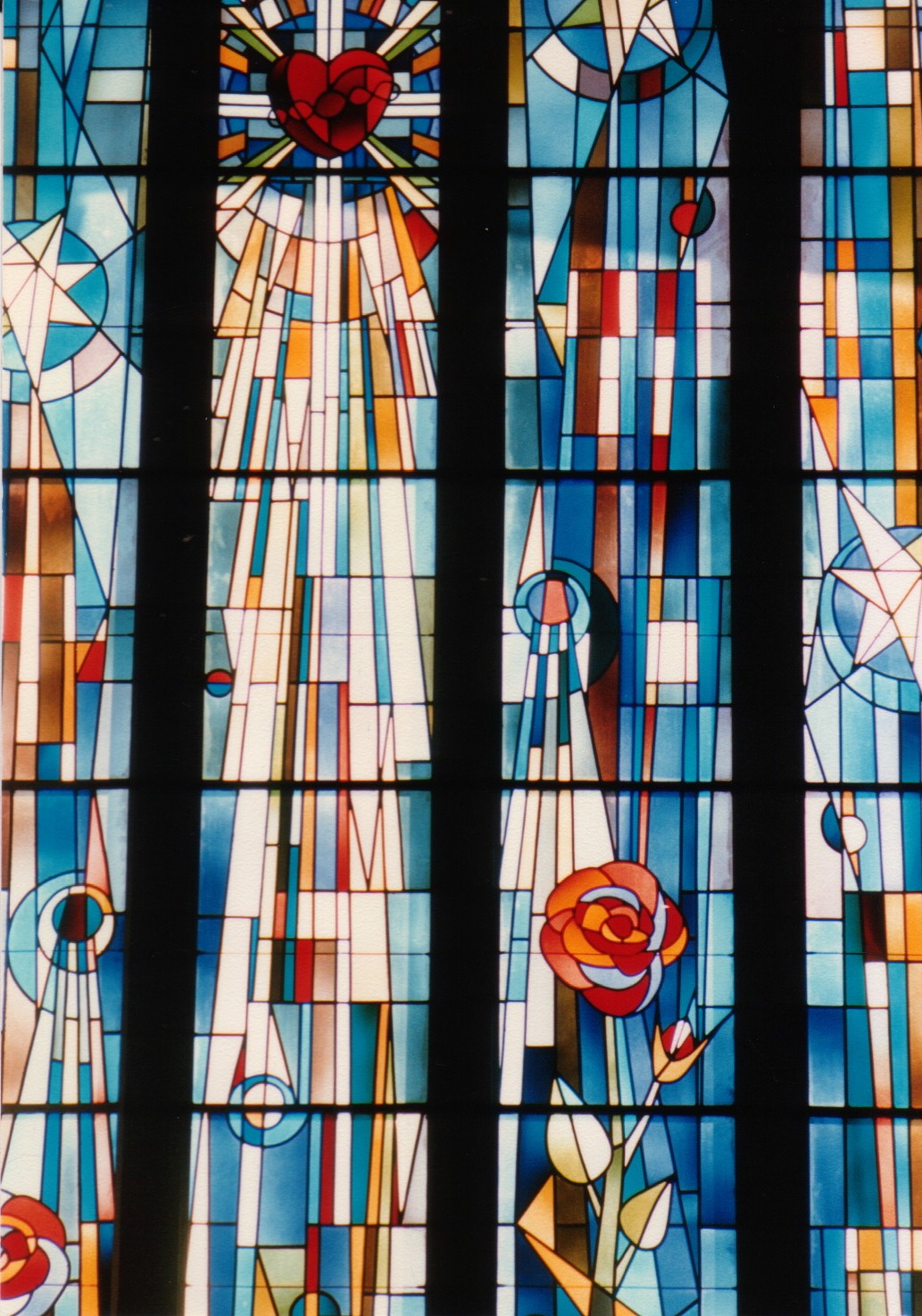
Glasfenster mit einer Darstellung des Herzens Jesu in einer ehemaligen Klosterkirche in El Cajon

Schon in der frühen Kirche gab es die Vorstellung einer aus dem Herzen Jesu hervorgehenden Kirche. Im Übergang des christlichen Altertums zum Mittelalter formte sich eine Herz-Jesu-Frömmigkeit aus. Es finden sich Aussagen zum Herzen Jesu bei Beda Venerabilis, Alkuin und im Heliand.
Im Mittelalter findet sich eine ausgeprägte Herz-Jesu-Verehrung bei Anselm von Canterbury, Bernhard von Clairvaux, Albertus Magnus, Franz von Assisi (Vision von San Damiano) und Bonaventura.
Impulse zur Herz-Jesu-Verehrung kamen von den deutschen Mystikern und Mystikerinnen des Hoch- und Spätmittelalters, wie Lutgard von Tongern, Mechthild von Magdeburg und Gertrud von Helfta sowie auch von den ebenfalls spätmittelalterlichen deutschen Mystikern, so den Dominikanern (Heinrich Seuse, Albertus Magnus, Meister Eckhart, Johannes Tauler und anderen). Gertrud von Helfta, genannt die Große, schrieb in Gesandter der göttlichen Liebe die Erscheinungen des „Erlösers“ nieder. Im hohen Mittelalter wurde die Herz-Jesu-Verehrung im deutschsprachigen Raum, vor allem in Süddeutschland, auch durch die Franziskaner gefördert. Am Ende des Mittelalters und zu Beginn der Neuzeit waren die Kölner Kartäuser, unter ihnen besonders Ludolf von Sachsen, Dionysius der Kartäuser und Johannes Justus von Landsberg (Lanspergius), die wichtigsten Förderer der Herz-Jesu-Verehrung, wobei bei ihnen der Einfluss durch die Dominikaner und die Mystikerinnen (Lanspergius gab die Schriften Gertruds der Großen heraus) sehr ausgeprägt war. Die Kartäuser beeinflussten ihrerseits bedeutende Persönlichkeiten des Katholizismus dieser Zeit, wie den hl. Petrus Canisius. Der Gedanke der Sühne, der später bei der hl. Margareta Maria Alacoque im Vordergrund stand, begann bei den Kartäusern zwar selten, aber klar und deutlich, hervorzutreten. Die Entfaltung des Herz-Jesu-Apostolates durch die Kartäuser war die letzte bedeutende Periode bis zu den Visionen Margareta Maria Alacoques. Der Einfluss der Kölner Kartäuser reichte bis hin zur Schule von Kardinal Pierre de Bérulle, die maßgeblich die Ausbildung des französischen Klerus prägte.

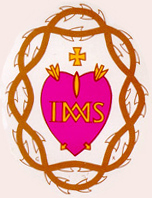
Wappen des Ordens der Heimsuchung Mariens (Salesianerinnen): das mit der Dornenkrone umkränzte, durchbohrte Herz Jesu

Der heilige Franz von Sales gilt als „Mystiker des Herzens Jesu“ und übertrug diese Vorstellung auf den von ihm gemeinsam mit Johanna Franziska von Chantal gegründeten Orden von der Heimsuchung Mariens (Salesianerinnen). Der französische Volksmissionar Johannes Eudes, der von der Schule des Kardinals Pierre de Bérulle geprägt wurde, baute die erste, dem Herzen Jesu geweihte Kapelle (konsekriert am 4. September 1655) und gründete Hunderte von Laien-Bruderschaften unter dem Patronat der Herzen Jesu und Mariä; er gilt auch als Verfasser des ersten Mess-Formulars. Das Fest wurde damals im Oktober begangen. Durch die französische Salesianerin Margareta Maria Alacoque, deren Visionen zwischen 1673 und 1675 um den Sühnegedanken, den häufigen Kommunionempfang und ein Herz-Jesu-Fest kreisten, wurde die Herz-Jesu-Verehrung endgültig zu einer weltweit verbreiteten Form der Frömmigkeit. Die Kirche erkannte die Herz-Jesu-Verehrung nun offiziell an und machte sie zum Bestandteil der Liturgie. Im späten 18. und im 19. Jahrhundert wurde auch die Bezeichnung „Allerheiligstes Herz Jesu“ üblich.
Für die weitere Ausformung der Herz-Jesu-Verehrung waren in neuerer Zeit vor allem die Mystikerinnen Maria vom Göttlichen Herzen, Josefa Menéndez und Maria Faustyna Kowalska bedeutend. Eine besondere Ausprägung der Herz-Jesu-Verehrung ist die Andacht zu den fünf Wunden Christi.
Eine neue Variante der Herz-Jesu-Verehrung zeigt das Denken des französischen Jesuiten Pierre Teilhard de Chardin: Für ihn ist das Herz Jesu der „Motor der Evolution“ und das „dynamische Prinzip der Welt“.

## Verbreitung der Herz-Jesu-Verehrung

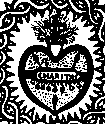
Herz-Jesu-Darstellung der hl. Margareta Maria Alacoque

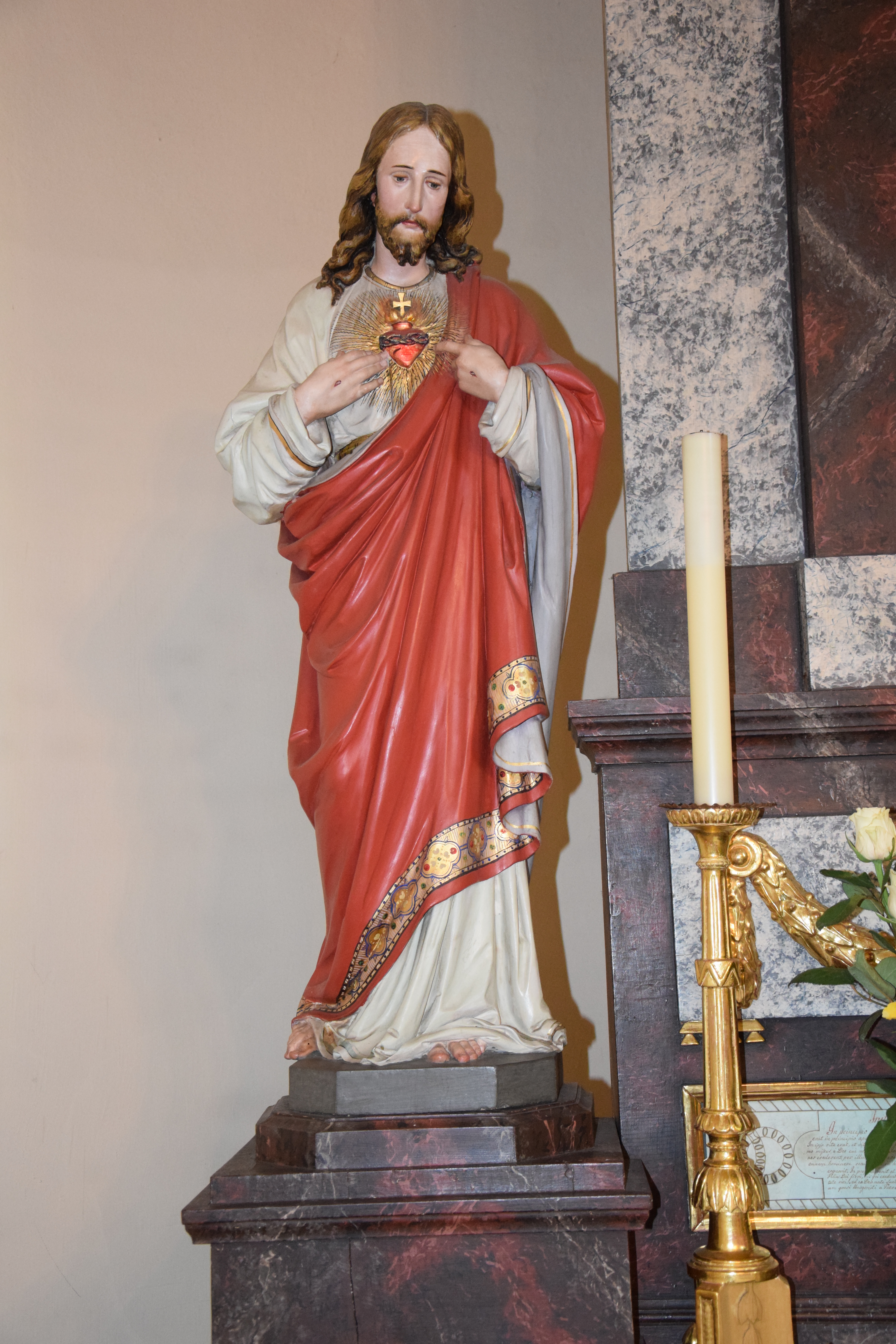
Skulptur in der Filialkirche Riedlingsdorf

Die Verbreitung der Herz-Jesu-Verehrung geht vor allem auf die Jesuiten zurück, die sich ausgehend von Margareta Maria Alacoque und deren Beichtvater Claude de la Colombière SJ dieser Frömmigkeitsform annahmen. Die Jesuiten verbreiteten die Herz-Jesu-Verehrung besonders durch von ihnen geleitete Volksmissionen. Die älteste nachmittelalterliche, im Druck erschienene deutsche Herz-Jesu-Predigt stammt von dem Jesuiten Philipp Kisel (Mainz, 1666).
Nach der Aufhebung des Jesuitenordens 1773 wurde die Herz-Jesu-Verehrung durch den Josephinismus und die Aufklärung bekämpft. Einen politischen Akzent erhielt die Herz-Jesu-Verehrung durch die Tiroler Freiheitskämpfe und das Gelöbnis des Andreas Hofer. Die Restauration der Jesuiten gab ihr neuen Auftrieb. Starken Aufschwung erhielt die Herz-Jesu-Frömmigkeit im späten 18. und 19. Jahrhundert, als das Fest des Heiligsten Herzens in den liturgischen Kalender der Weltkirche aufgenommen wurde. In Deutschland erlebte die Herz-Jesu-Verehrung während des Kulturkampfes eine weite Verbreitung. Als der Kulturkampf 1875 seinem Höhepunkt entgegenging, erfolgte die Weihe aller Katholiken Deutschlands an das heiligste Herz. In der zweiten Hälfte des 19. Jahrhunderts breitete sich die Herz-Jesu-Verehrung dank des von französischen Jesuiten ins Leben gerufene Gebetsapostolat sehr stark aus. Das monatliche Mitteilungsblatt des Gebetsapostolates war der Messager du Cœur de Jésus – Bulletin mensuel de L’Apostolat de la Prière (deutsch: „Sendbote des Herzens Jesu“), der von Henri Ramière herausgegeben wurde und in viele Sprachen übersetzt wurde. Dank des Paters Ramière breitete sich das Gebetsapostolat weltweit aus, auch viele Ordensgemeinschaften schlossen sich ihm an. Zum Zeitpunkt seines Todes existierten weltweit 35.000 Anlaufstellen mit etwa 13.000.000 Mitgliedern. Anfang der 1930er-Jahre hatte das Gebetsapostolat an die 30.000.000 Mitglieder, in Deutschland über 500.000. Vereinsorgane in Deutschland waren der Sendbote des Göttlichen Herzens, das Männerapostolat, der Müttersonntag und Frau und Mutter.
In der ersten Hälfte des 20. Jahrhunderts fanden die von dem Pater Mateo Crawley-Boevey SS.CC. ins Leben gerufene „Herz-Jesu-Thronerhebungen“ sehr große Verbreitung.

## Liturgie und Brauchtum

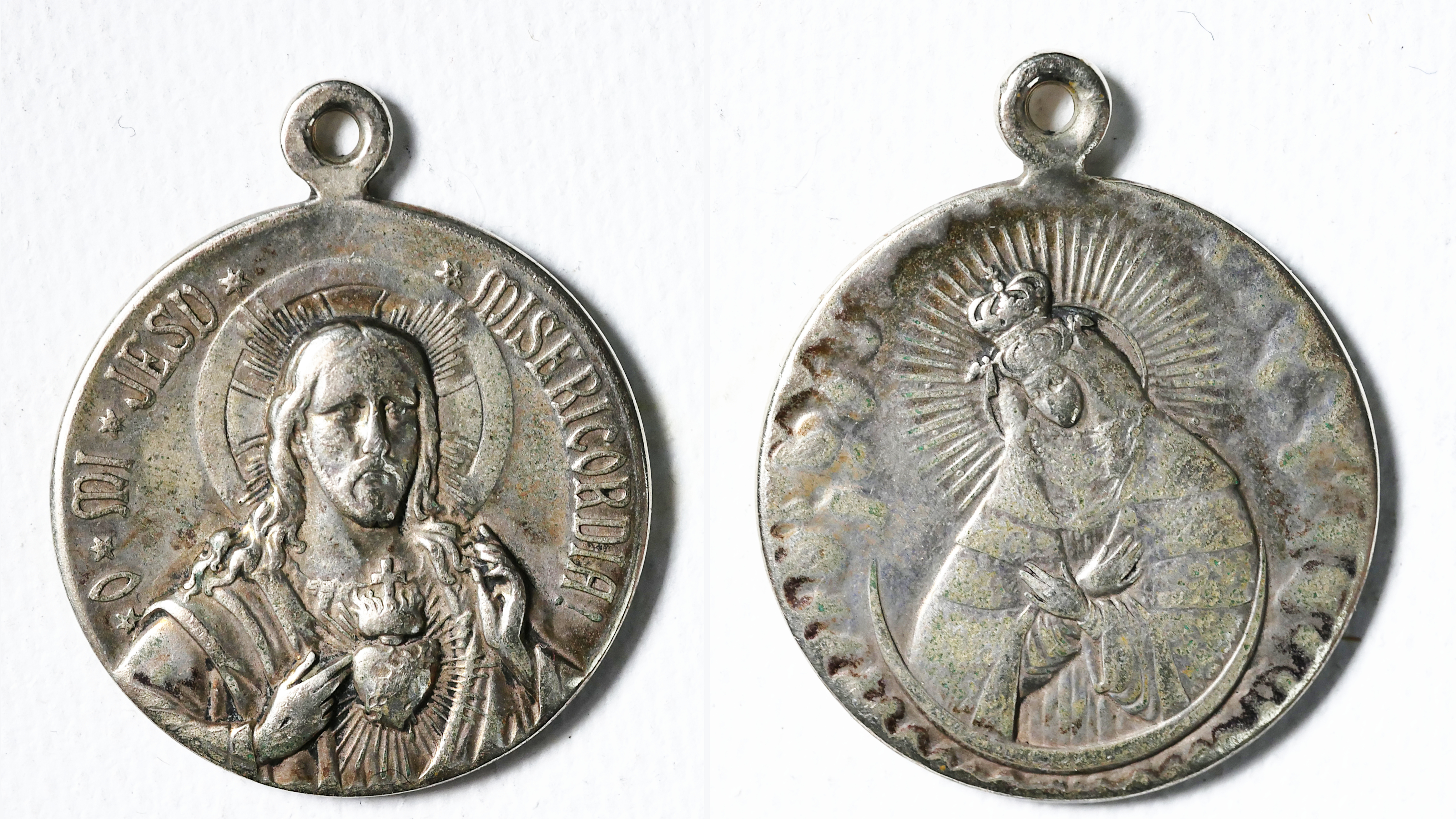
Medaille mit den Motiven Herz Jesu und der Mondsichelmadonna

Darstellung des Erlösers mit dem geöffneten Herzen, Kelch und Leidenswerkzeugen

Die erste liturgische Feier war das Fest der Heiligen Lanze, das 1353 Papst Innozenz VI. im Römischen Reich Deutscher Nation für den zweiten Freitag nach Ostern ansetzte. Die deutschen Dominikaner feierten schon im Mittelalter das Fest der Fünf Wunden. Ein Herz-Jesu-Fest im 15. Jahrhundert ist bei den Dominikanerinnen in Unterlinden/Colmar nachgewiesen. Die erste Votivmesse vom heiligsten Herzen Jesu feierte der hl. Johannes Eudes im Jahr 1672.
Am dritten Freitag nach Pfingsten, dem Freitag nach der früheren Oktav von Fronleichnam, begeht die katholische Kirche das Hochfest Heiligstes Herz Jesu (lat. Sollemnitas sacratissimi Cordis Iesu), ein Ideenfest, das Papst Pius IX. 1856 für die ganze Kirche einführte. Das Herz-Jesu-Fest gehört somit zu den vom Osterdatum abhängigen Festen, sein Festgeheimnis und das Datum leitet sich von dem älteren Fest der Seitenwunde Christi ab. Wie das Fronleichnamsfest sich auf den Gründonnerstag bezieht, greift das Herz-Jesu-Fest damit einen Aspekts des Karfreitags auf.
Außerdem ist der erste Freitag jedes Monats Herz-Jesu-Freitag. Er ist ein bevorzugter Tag für den Empfang der heiligen Kommunion und die Eucharistische Anbetung mit Spendung des sakramentalen Segens. Das Messbuch enthält eine Votivmesse vom Heiligsten Herzen Jesu.
1899 weihte Papst Leo XIII. die ganze Welt dem Herzen Jesu und gab in der Enzyklika Annum sacrum seine Beweggründe dafür an. 1928 veröffentlichte Papst Pius XI. seine Enzyklika Miserentissimus redemptor, über die Wiedergutmachung gegenüber dem Heiligsten Herzen Jesu. Zur Hundertjahrfeier der Einführung des Gedenktages (1856) veröffentlichte Papst Pius XII. am 13. Mai 1956 die Enzyklika Haurietis aquas („Ihr werdet Wasser schöpfen“). Im Katechismus der Katholischen Kirche wird die Herz-Jesu-Verehrung auf christozentrischem Fundament zusammengefasst und neu empfohlen. Papst Benedikt XVI. nahm in seiner ersten Enzyklika Deus Caritas est ausdrücklich auf das durchbohrte Herz Jesu Bezug und rief zu einer Erneuerung der Herz-Jesu-Frömmigkeit im Herz-Jesu-Monat Juni auf. Papst Franziskus veröffentlichte am 24. Oktober 2024 die Enzyklika Dilexit nos über die menschliche und göttliche Liebe des Herzens Jesu Christi.

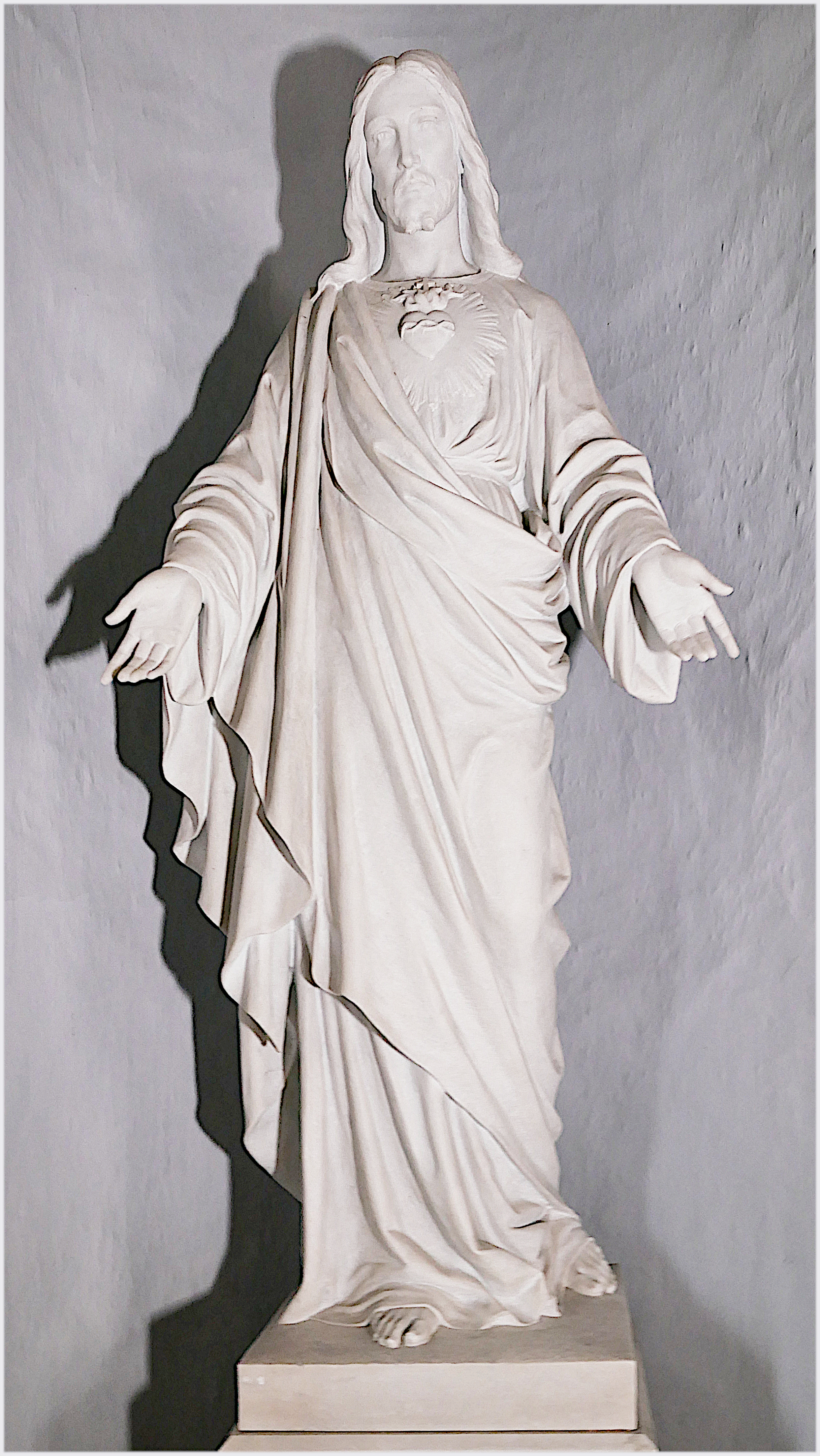
Herz Jesu Statue in der evangelisch-lutherischen Bodil Kirke

Obwohl die geschichtliche Entwicklung zeigt, dass die Herz-Jesu-Verehrung kein rein katholisches Phänomen ist, wird sie oft als spezifisch katholische Frömmigkeitsform gesehen. Allerdings bietet sie durch ihren christozentrischen Akzent auch ökumenische Anknüpfungspunkte.
Das Datum des Hochfestes ist vom Datum des beweglichen Osterfestes abhängig (dritter Freitag nach Pfingsten) und fällt somit frühestens auf den 29. Mai und spätestens auf den 2. Juli. In Österreich und Südtirol feiert man auch den Herz-Jesu-Sonntag, das ist der Sonntag nach dem eigentlichen Herz-Jesu-Fest, also der zweite Sonntag nach dem Fronleichnamsfest. An diesem Tag finden zahlreiche Prozessionen statt. Unter anderem im Raum Bozen werden Herz-Jesu-Feuer entzündet.

## Datum
Daten des Herz-Jesu-Festes in den Jahren von 2018 bis 2032:
- 2018: 8. Juni
- 2019: 28. Juni
- 2020: 19. Juni
- 2021: 11. Juni
- 2022: 24. Juni
- 2023: 16. Juni
- 2024: 7. Juni
- 2025: 27. Juni
- 2026: 12. Juni
- 2027: 4. Juni
- 2028: 23. Juni
- 2029: 8. Juni
- 2030: 28. Juni
- 2031: 20. Juni
- 2032: 4. Juni

## Visionen der Margareta Maria Alacoque

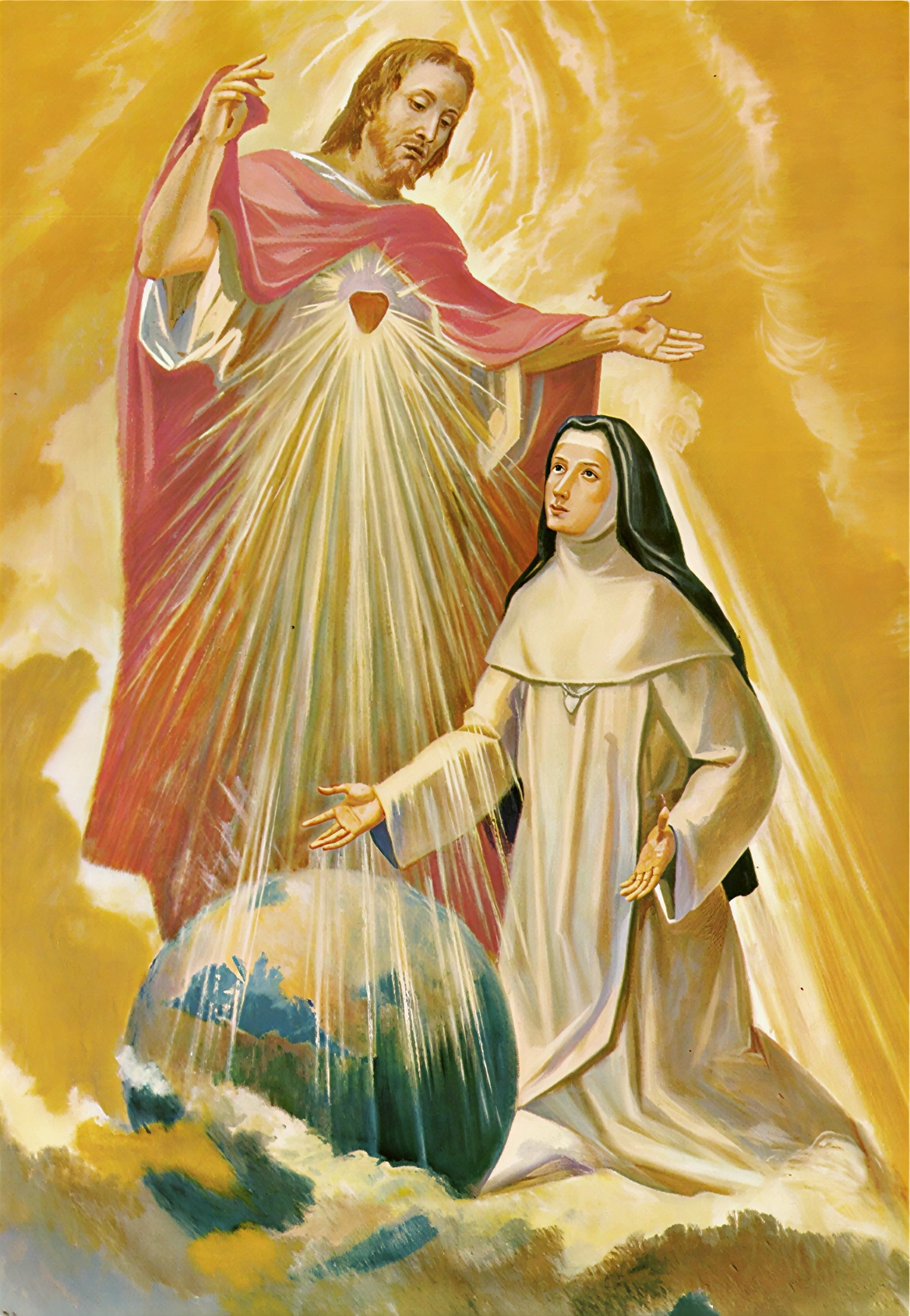
Andachtsbild zur Vision der Sr. Maria vom Göttlichen Herzen: Die Liebe des Herzens Jesu erhellt die ganze Welt

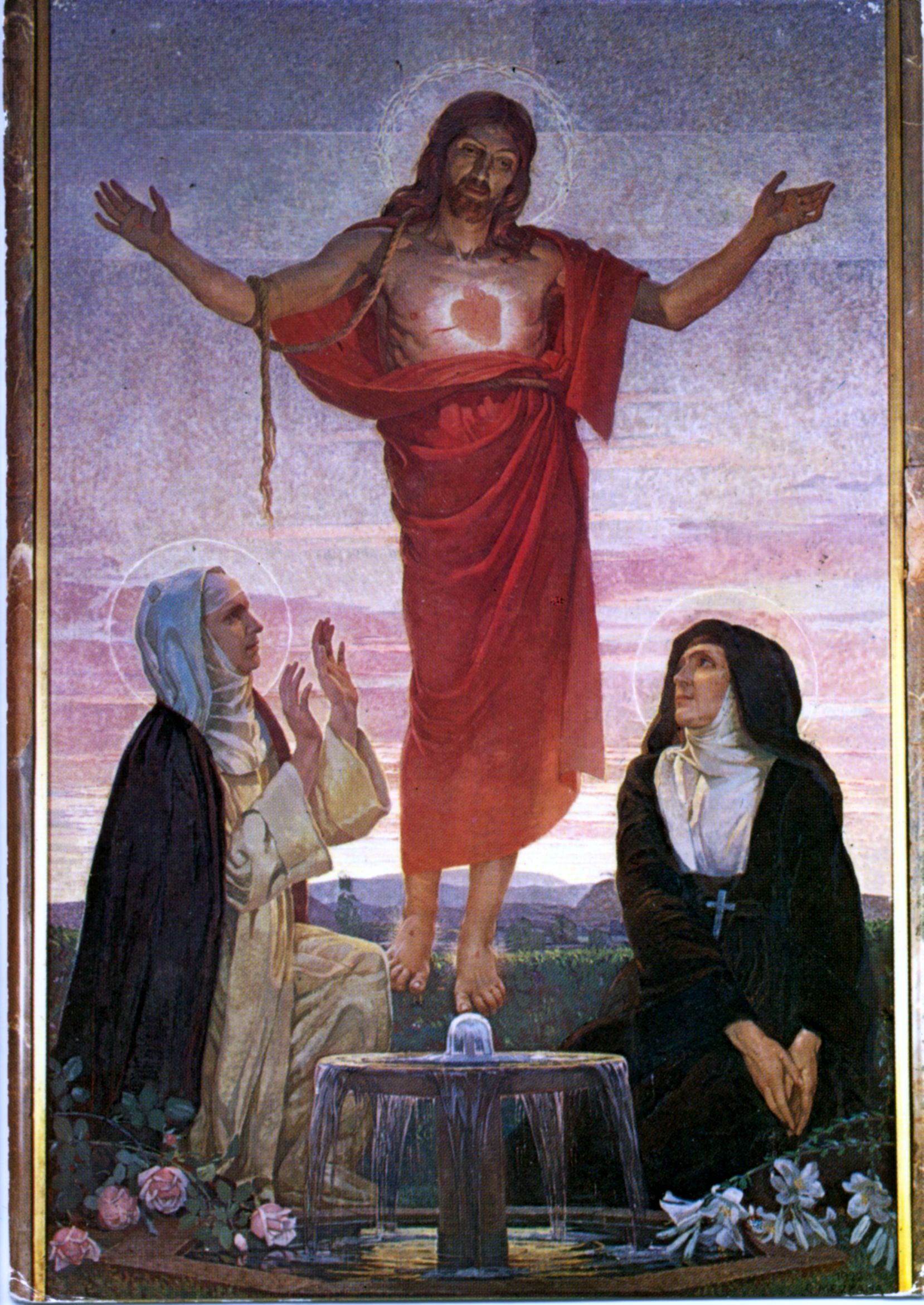
Christus offenbart Margareta Maria Alacoque (rechts) und Maria vom Göttlichen Herzen sein Herz (Andachtsbild)

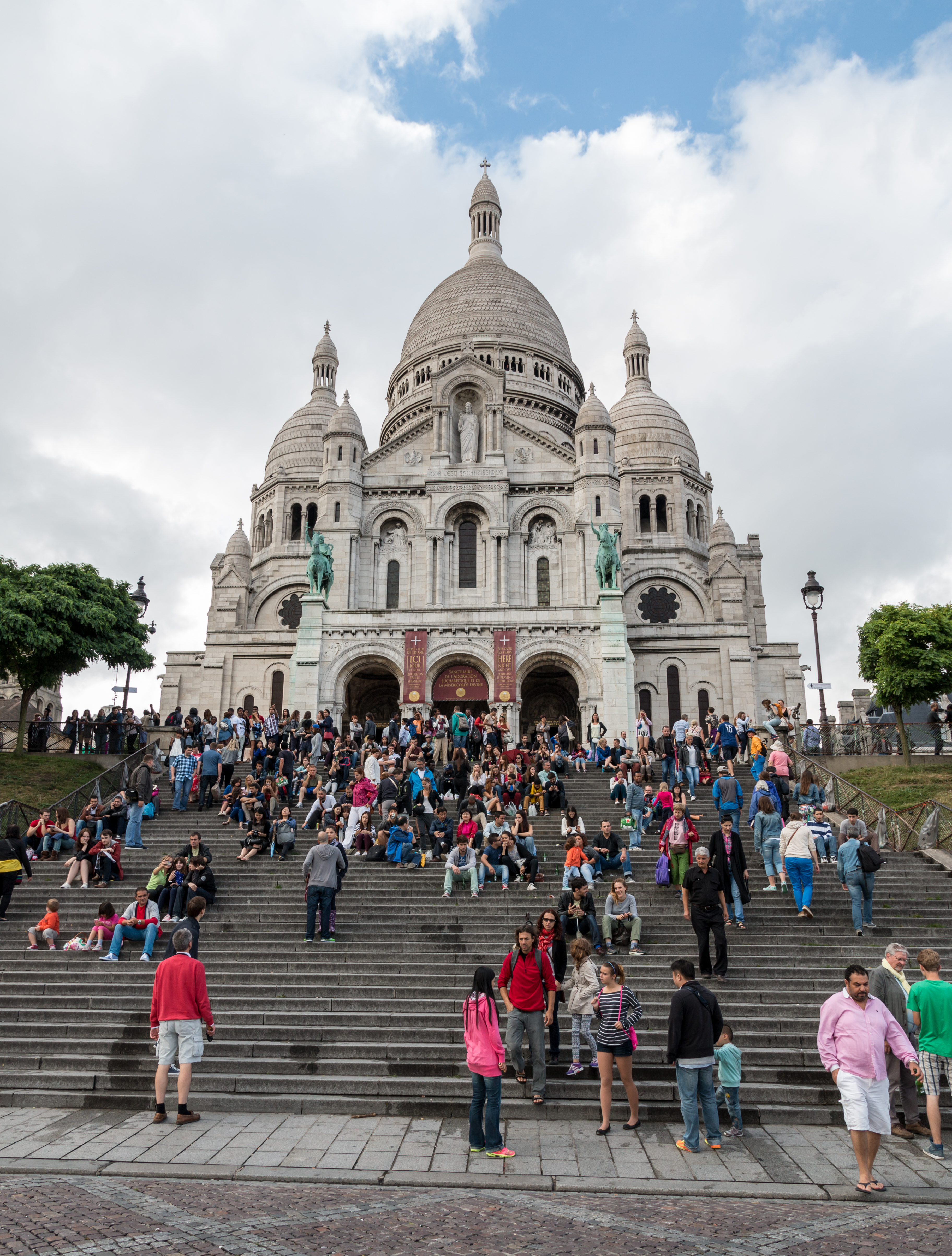
Basilika Sacré-Cœur de Montmartre in Paris

Vier Visionen der französischen Ordensfrau Margareta Maria Alacoque zwischen dem 27. Dezember 1673 und 1675 wurden für die Herz-Jesu-Verehrung bedeutsam. Auf Wunsch ihrer kirchlichen Oberen gab sie in insgesamt 35 Briefen die Botschaften weiter, die ihr nach ihren Angaben vom Heiligsten Herzen darin übermittelt worden waren. Diese Verheißungen wurden nach Alacoques Tod bis zum Ende des 19. Jahrhunderts weltweit auf Andachtsbildern verbreitet und in mehr als 238 Sprachen übersetzt.
Die Visionen enthielten Verheißungen an alle, die das Herz Jesu verehren. Im Jahr 1890 beklagte Adolphe Kardinal Perraud, Bischof von Autun, die Form der Verbreitung. Als Historiker legte er Wert darauf, die Verheißungen mit dem Wortlaut zu veröffentlichen, die in den ursprünglichen Briefen der heiligen Marie Marguerite benutzt wurden, nämlich:
- Ich werde ihnen alle ihrem Stande notwendigen Gnaden geben.
- Ich werde ihrem Hause Frieden schenken.
- Ich werde sie in all ihrem Kummer trösten.
- Ich werde im Leben und zumal im Tode ihre verlässliche Heimstatt sein.
- Ich werde ihre Unternehmungen überreichlich segnen.
- Sünder werden in meinem Herzen die Quelle und das unendliche Meer der Barmherzigkeit finden.
- Laue Seelen werden eifrig werden.
- Eifrige Seelen werden schnell zu großer Vollkommenheit gelangen.
- Ich werde jedes Haus segnen, in dem das Bild meines Heiligsten Herzens angebracht und verehrt wird.
- Den Priestern werde ich die Gabe verleihen, selbst die härtesten Herzen zu rühren.
- Die Namen aller, die diese Andacht verbreiten, werden in meinem Herzen eingeschrieben sein und niemals daraus getilgt werden.
- Ich verspreche dir aus der überreichen Barmherzigkeit meines Herzens und meiner allumfassenden Liebe heraus, dass allen, die in neun aufeinanderfolgenden Monaten an jedem ersten Freitag kommunizieren, die Gnade eines bußfertigen Endes zuteilwird, sodass sie weder in Ungnade noch ohne den Empfang der heiligen Sakramente sterben werden. Mein Heiligstes Herz soll im letzten Augenblick ihre sichere Heimstatt sein.

Neben den Verheißungen an alle Christen enthielten die Briefe Margareta Maria Alacoques vom 17. Juni und August des Jahres 1689 auch Anliegen, die an den französischen König gerichtet waren und denen Auswirkungen auf die Regierungspolitik zugeschrieben werden.
- „Er (Jesus Christus) wünscht, mit Prunk und Pracht in Fürsten- und Königshäuser einzutreten, um dort so geehrt zu werden, wie er in seinem Leiden verstoßen, verachtet und gedemütigt wurde. Er will sein Reich im Herzen unseres großen Monarchen errichten, damit dieser ihm bei der Erfüllung seiner Absichten diene.

- Weiterhin wird der König aufgefordert, er möge das Bildnis des Heiligsten Herzens auf seinen Fahnen und seinen Waffen geschrieben tragen, damit er den Sieg über alle seine Feinde erringe und ihm die Häupter seiner stolzen und überheblichen Feinde zu Füßen gelegt würden, so dass er über alle Feinde der Heiligen Kirche triumphieren werde.“

- Schließlich möge „ein Bauwerk“ errichtet werden, wo sich das Bildnis des heiligsten Herzens befinde, um die Weihe und die Ehrbezeugungen des Königs und des ganzen Hofes entgegenzunehmen.

Am 16. Juni 1875 wurde das letzte von Margareta Maria Alacoque überbrachte Anliegen erfüllt, als Kardinal Joseph Hippolyte Guibert, der Erzbischof von Paris, den Grundstein für die Basilika Sacré-Cœur de Montmartre legte, deren Bau vom französischen Staat ideell und finanziell als nationales Anliegen unterstützt wurde.

## Ikonographie

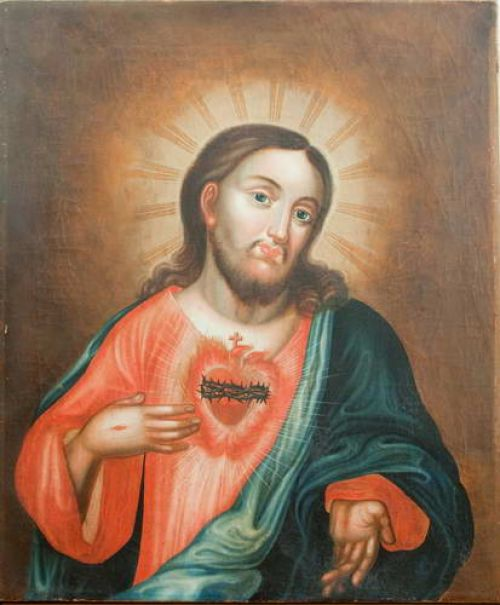
Herz Jesu (19. Jahrhundert)

Seit dem 15. Jahrhundert sind Darstellungen des Herzens Jesu bekannt, das in der Regel zusammen mit den Arma Christi, der heiligen Lanze und den Wundmalen gezeigt wird. Auch Darstellungen mit Engeln, die aus dem Herzen austretende Blutstropfen in einem Kelch auffingen, oder Herzdarstellungen mit Hostie oder mit Dornenkrone kamen auf. Seit den Visionen der heiligen Margareta Maria Alacoque gab es Darstellungen des flammenden Herzens, aus dem ein Kreuz aufragte.
Im 19. und 20. Jahrhundert entwickelte sich der heute verbreitetste ikonographische Typus, der Jesus mit sichtbarem Herzen zeigt, meist mit Segensgestus oder indem er auf das Herz weist. Die Darstellung Jesu, der sein Herz in Händen trägt („Christus Cardiophorus“) ist inzwischen von der Ritenkongregation nicht mehr gestattet, ebenfalls isolierte Darstellungen des Herzens Jesu. Auffallend ist, dass bei den vordergründig naturalistischen Bildern das Herz in der Körpermitte der Jesusgestalt angeordnet ist, die zur Zeit der Entstehung des Ritus im Gegensatz zu heute nicht als die anatomisch richtige Stelle angesehen wurde. Als anatomisch richtig galt die linke Körperseite. Hier kommt zum Ausdruck, dass „Herz Jesu“ nicht ein medizinischer Begriff sei, sondern das „sprechendste Realsymbol der Liebe“, so der Theologe Leo Scheffczyk; „als leibliches Herz ist und bleibt es wirklichkeitserfülltes Symbol für die unsichtbaren Bewegungen der gott-menschlichen Liebe“; die bildliche Darstellung muss gesehen werden „als abgeleitete, sekundäre Symbolik […], deren Hinweiskraft nach der Echtheit des Ausdrucks zu beurteilen ist“.

## Volksfrömmigkeit
- Auf dem Holzgemälde des Wettinger Jesuskindes ist im linken Brustbereich ein herzförmiges Glutloch zu sehen, das durch den Brand im Kloster Wettingen am 11. April 1507 verursacht wurde.
- Das Volkskunde- und Freilichtmuseum Roscheider Hof besitzt eine große Anzahl von Herz-Jesu-Figuren, die im Ausstellungsbereich Volksfrömmigkeit zu sehen sind. Sie werden von einer ausführlichen Beschreibung der Herz-Jesu-Verehrung im Raum Trier im 19. Jahrhundert ergänzt.
- Seit sich 1796 das Land Tirol dem Schutz durch das Herz Jesu anvertraut hat, wird diese Weihe alljährlich am Herz-Jesu-Fest erneuert. Deshalb wird das Herz Jesu in der Volksfrömmigkeit als der eigentliche Souverän des Landes verstanden. Dabei werden an den Berghängen Herz-Jesu-Feuer abgebrannt. Besonders bekannt ist das Herz-Jesu-Gemälde in der Innsbrucker Jesuitenkirche.

## Ordensgemeinschaften (Auswahl)
- Kongregation von den Heiligsten Herzen Jesu und Mariens (Arnsteiner Patres)
- Comboni-Missionare vom Herzen Jesu
- Dehonianer (Herz-Jesu-Priester)
- Herz-Jesu-Missionare
- Gesellschaft vom heiligsten Herzen Jesu (Sacré-Coeur-Schwestern)
- Liste der katholischen Herz-Jesu-Ordensgemeinschaften und -Kongregationen

## Film
Im Jahre 2020 erschien mit der spanischen Produktion "Das brennende Herz" (Originaltitel: Corazón Ardiente) ein Film, der sich mit der Herz-Jesu-Verehrung in Geschichte und Gegenwart beschäftigt. Es handelt sich um einen in eine fiktive Rahmenhandlung eingebetteten Dokumentarfilm katholisch-christlicher Prägung, der ab Dezember 2021 auch auf Deutsch im Kino gezeigt wurde.